# Хитрик, Анна Сергеевна
 Хитрик Анна Сергеевна  (род. 25 июня 1980, Челябинск, РСФСР) — белорусская певица, актриса.

## Биография
Анна Хитрик окончила академию по специальности «Актерское искусство театра кукол», но уже на 3-м курсе была приглашена режиссёром Александром Гарцуевым в спектакль Купаловского театра «Брат мой, Симан…». После окончания вуза Анну пригласили в Национальный академический театр имени Янки Купалы. Сотрудничала с Малым театром. Преподавала в школе с театральным уклоном.
В 2017 году эмигрировала в Израиль.

## Телевидение
В детской телевизионной передаче «Калыханка» она до 2009 года работала кукловодом Лисички. В 2010 году приняла участие в музыкальном проекте У нескладовае.

## Концертная деятельность
В 2006-2010 в составе группы «Детидетей» вела активную концертную деятельность; весной увидел свет второй альбом. В мае 2010 года был выпущен третий альбом «Рух», вероятно, последний, т. к. в июне группа объявила об уходе в бессрочный творческий отпуск. После этого Анной Хитрик при участии некоторых музыкантов экс-Детидетей был создан новый проект «S°unduk». В июне у группы «S°unduk» вышел первый альбом «Том первый», в мае 2013 вышел альбом «Том второй», а в декабре 2013 — альбом «Наше Время (Том третий)».

## Награды
- На VI Московском международном телевизионно-театральном фестивале «Ожившая сказка» Анна Хитрик за роль в мюзикле «Африка» награждена в номинации «За талантливое исполнение женской роли»,
- На VII Международном телевизионно-театральном фестивале «Этот День Победы…» в Москве (2005 г.) — приз «За исполнение женской роли» за роль Джулия в спектакле «Баллада о любви».

## Фильмы
- Лика, или Дембельская байка (к/м) — 2004
- Человек войны (телесериал), эпизод — 2005
- Тень самурая (т/ф), Нора — 2008
- Вольф Мессинг: Видевший сквозь время (ТВ-сериал), эпизод — 2009
- Крах фаворита (ТВ-сериал), Женя — 2009

| Год  |   | Русское название          | Оригинальное название                          | Роль                     |
| ---- | - | ------------------------- | ---------------------------------------------- | ------------------------ |
| 2009 | ф | Дастиш фантастиш          | Оригинальное название неизвестно               | эпизод и голос за кадром |
| 2009 | ф | Снайпер: Оружие возмездия | Оригинальное название неизвестно               | Берта, немецкий снайпер  |
| 2010 | ф | Однажды в Барахляндии     | Сьнежны завулак 10 альбо аднойчы ў Барахляндыі | принцесса Бульвинея      |
| 2012 | ф | Любовь ради жизни         | Оригинальное название неизвестно               |                          |
| 2012 | ф | Белые волки (телесериал)  | Оригинальное название неизвестно               | жена Семёна (10-я серия) |